# Sanur (Jénine)
Sanur, en arabe : صانور, est un village du gouvernorat de Jénine en Palestine, dans le nord de la Cisjordanie. Il est situé à 26 kilomètres au sud-ouest de Jénine. Selon le recensement du Bureau central palestinien des statistiques, la localité compte une population de 5 036 habitants en 2017.